# The Rugby Championship 2018
El Rugby Championship 2018 fue la séptima edición del torneo comenzado en 2012, que incluyó a los cuatro seleccionados de las asociaciones miembros de la SANZAAR: Argentina, Australia, Sudáfrica y Nueva Zelanda.
La edición comenzó el 18 de agosto y terminó el 6 de octubre. Los All Blacks obtuvieron su segundo tricampeonato, los Springboks vencieron de visitante a los primeros y los Pumas lograron dos victorias en el torneo por primera vez.

## Modo de disputa
El torneo fue disputado con el sistema de todos contra todos, en dos series, de local y visitante. Cada partido duró 80 minutos divididos en dos partes de 40 minutos.
Los cuatro participantes se agruparon en una tabla general teniendo en cuenta los resultados de los partidos mediante un sistema de puntuación, la cual se repartió:
- 4 puntos por victoria.
- 2 puntos por empate.
- 0 puntos por derrota.

También se otorgó punto bonus, ofensivo y defensivo:
- El punto bonus ofensivo se obtenía al marcar tres (3) o más tries que el oponente.
- El punto bonus defensivo se obtenía al perder por una diferencia de hasta siete (7) puntos.

Para determinar la posición de cada equipo, se utilizó la cantidad de puntos obtenidos y en el caso de que existiese un empate en puntos, la posición se determinaría a favor de aquel equipo que cumpliese con el siguiente listado, y de no existir diferencia, la posición se sortearía.
1. Más cantidad de victorias obtenidas.
2. Más cantidad de victorias contra el otro equipo en cuestión.
3. Mayor diferencia de puntos (puntos a favor menos puntos en contra).
4. Mayor diferencia de puntos (puntos a favor menos puntos en contra) en los partidos entre ambos equipos.
5. Mayor cantidad de tries anotados en la competencia.

## Equipos participantes
| Argentina | Australia | Nueva Zelanda | Sudáfrica  |
| --------- | --------- | ------------- | ---------- |
| Pumas     | Wallabies | All Blacks    | Springboks |

## Árbitros
Estos fueron los árbitros designados para los encuentros de la temporada 2018.
| - Wayne Barnes - Jérôme Garcès - Angus Gardner - Pascal Gaüzère - Glen Jackson | - John Lacey - Ben O'Keeffe - Nigel Owens - Jaco Peyper - Mathieu Raynal |

## Sedes
| País          | Sedes                            | Sedes            | Sedes     | Entrenador     | Capitán        |
| País          | Estadio                          | Ciudad           | Capacidad | Entrenador     | Capitán        |
| ------------- | -------------------------------- | ---------------- | --------- | -------------- | -------------- |
| Argentina     | Estadio José Amalfitani          | Buenos Aires     | 49 540    | Mario Ledesma  | Agustín Creevy |
| Argentina     | Estadio Malvinas Argentinas      | Mendoza          | 40 268    | Mario Ledesma  | Agustín Creevy |
| Argentina     | Estadio Padre Ernesto Martearena | Salta            | 20 408    | Mario Ledesma  | Agustín Creevy |
| Australia     | ANZ Stadium                      | Sídney           | 83 500    | Michael Cheika | Michael Hooper |
| Australia     | Estadio Suncorp                  | Brisbane         | 52 500    | Michael Cheika | Michael Hooper |
| Australia     | Estadio Robina                   | Gold Coast       | 27 400    | Michael Cheika | Michael Hooper |
| Nueva Zelanda | Estadio Westpac                  | Wellington       | 36 000    | Steve Hansen   | Sam Whitelock  |
| Nueva Zelanda | Eden Park                        | Auckland         | 50 000    | Steve Hansen   | Sam Whitelock  |
| Nueva Zelanda | Trafalgar Park                   | Nelson           | 18 000    | Steve Hansen   | Sam Whitelock  |
| Sudáfrica     | Estadio Kings Park               | Durban           | 52 000    | Rassie Erasmus | Siya Kolisi    |
| Sudáfrica     | Estadio Nelson Mandela Bay       | Puerto Elizabeth | 48 000    | Rassie Erasmus | Siya Kolisi    |
| Sudáfrica     | Estadio Loftus Versfeld          | Pretoria         | 49 365    | Rassie Erasmus | Siya Kolisi    |

## Tabla de posiciones
| Pos. | Equipo        | Encuentros | Encuentros | Encuentros | Encuentros | Tantos | Tantos | Tantos | Bonus | Bonus | Puntos |
| Pos. | Equipo        | PJ         | PG         | PE         | PP         | F      | C      | Dif    | BO    | BD    | Puntos |
| ---- | ------------- | ---------- | ---------- | ---------- | ---------- | ------ | ------ | ------ | ----- | ----- | ------ |
| 1    | Nueva Zelanda | 6          | 5          | 0          | 1          | 225    | 132    | +93    | 4     | 1     | 25     |
| 2    | Sudáfrica     | 6          | 3          | 0          | 3          | 160    | 154    | +6     | 1     | 2     | 15     |
| 3    | Australia     | 6          | 2          | 0          | 4          | 124    | 176    | -52    | 0     | 1     | 9      |
| 4    | Argentina     | 6          | 2          | 0          | 4          | 151    | 198    | -47    | 0     | 0     | 8      |

## Resultados
BO: Punto de bonificación ofensivo.
BD: Punto de bonificación defensivo.

### Primera fecha
| 18 de agosto, 20:05 AEST (UTC+10) | Australia                                                                              | 13 – 38 BO | Nueva Zelanda | Estadio ANZ, Sídney | |
| | Try: Maddocks 66' Conversión: (1/1) Foley 66' Penales: (1/1) Hodge 10' (1/1) Foley 20' | Reporte    | Tries: 38' A. Smith 43' Goodhue 52' B. Barrett 62' Retallick 73', 75' Naholo Conversiones: 44', 53', 64', 76' B. Barrett (4/6) | Asistencia: 66 318 espectadores Árbitro(s): Jaco Peyper Jueces de touch: Wayne Barnes Luke Pearce Television Match Official: Marius Jonker | Asistencia: 66 318 espectadores Árbitro(s): Jaco Peyper Jueces de touch: Wayne Barnes Luke Pearce Television Match Official: Marius Jonker |
| Jermaine Ainsley y Jack Maddocks (ambos de Australia) y Tim Perry (Nueva Zelanda) hicieron su debut internacional. Sam Whitelock (Nueva Zelanda) es el octavo jugador y el más joven en alcanzar los 100 test con los All Blacks. |                                                                                        |            | | | |

| 18 de agosto, 17:05 SAST (UTC+2) | Sudáfrica | BO 34 – 21 | Argentina                                                                          | Estadio Kings Park, Durban | |
| | Tries: Am 7' Dyantyi 31', 41' Mapimpi 48', 52' de Klerk 69' Conversiones: (2/6) Pollard 43', 70' Penal: (0/1) Pollard | Reporte    | Tries: 14' Sánchez 26' Matera 66' Moroni Conversiones: 15', 28', 66' Sánchez (3/3) | Asistencia: 26 800 espectadores Árbitro(s): Ben O'Keeffe Jueces de touch: Angus Gardner Andrew Brace Television Match Official: Simon McDowell | Asistencia: 26 800 espectadores Árbitro(s): Ben O'Keeffe Jueces de touch: Angus Gardner Andrew Brace Television Match Official: Simon McDowell |
| Marco van Staden y Damian Willemse (ambos de Sudáfrica) y Diego Fortuny (Argentina) hicieron su debut internacional. Pablo Matera (Argentina) alcanzó los 50 partidos de prueba. | |            |                                                                                    | | |

### Segunda fecha
| 25 de agosto, 19:35 NZST (UTC+12) | Nueva Zelanda | BO 40 – 12 | Australia                                                | Eden Park, Auckland | |
| | Tries: B. Barrett 12', 37', 61', 68' Moody 42' Squire 47' Conversiones: (5/6) B. Barrett 13', 38', 43', 48', 62' | Reporte    | Tries: 28' Genia 54' Hodge Conversiones: 29' Foley (1/2) | Asistencia: 49 983 espectadores Árbitro(s): Wayne Barnes Jueces de touch: Jaco Peyper Luke Pearce Television Match Official: Marius Jonker | Asistencia: 49 983 espectadores Árbitro(s): Wayne Barnes Jueces de touch: Jaco Peyper Luke Pearce Television Match Official: Marius Jonker |
| Folau Fainga'a y Tom Banks (ambos de Australia) hicieron su debut internacional. Owen Franks (Nueva Zelanda) es el noveno jugador en alcanzar los 100 test con los All Blacks. Nueva Zelanda retiene la Bledisloe Cup. | |            |                                                          | | |

| 25 de agosto, 16:10 HOA (UTC-3) | Argentina | 32 – 19 | Sudáfrica | Estadio Malvinas Argentinas, Mendoza | |
| | Tries: Delguy 18', 22' Sánchez 26' Moyano 45' Conversiones: (3/4) Sánchez 19', 23', 27' Penales: (1/2) Sánchez 4' Drop: (1/1) Sánchez 36' | Reporte | Tries: · 13' Kolisi · 47', 64' Mapoe · Conversiones: · 14', 48' Pollard (2/3) · Tarjeta: · 24' hasta 34' Etzebeth | Asistencia: 27 460 espectadores Árbitro(s): Agnus Gardner Jueces de touch: Ben O'Keeffe Andrew Brace Television Match Official: Simon McDowell | Asistencia: 27 460 espectadores Árbitro(s): Agnus Gardner Jueces de touch: Ben O'Keeffe Andrew Brace Television Match Official: Simon McDowell |
| Facundo Bosch (Argentina) hizo su debut internacional. Este es el triunfo de Argentina con mayor margen sobre Sudáfrica, sobrepasando los 12 puntos de diferencia logrados en el 2015. | |         | | | |

### Tercera fecha
| 8 de septiembre, 19:35 NZST (UTC+12)                                                                   | Nueva Zelanda | BO 46 – 24 | Argentina | Trafalgar Park, Nelson | |
| | Tries: Milner-Skudder 17' Perenara 29', 57' Read 48' Frizell 73' Goodhue 79' Conversiones: (5/6) Mo'unga 19', 50', 58', 73', 80' Penales: (2/2) Mo'unga 4', 40' | Reporte    | Tries: 14' Moyano 41' Sánchez 69' Boffelli Conversiones: 15', 42', 70' Sánchez (3/3) Penales: 55' Sánchez (1/2) | Asistencia: 21 440 espectadores Árbitro(s): Pascal Gaüzère Jueces de touch: Nigel Owens Nic Berry Television Match Official: Rowan Kitt | Asistencia: 21 440 espectadores Árbitro(s): Pascal Gaüzère Jueces de touch: Nigel Owens Nic Berry Television Match Official: Rowan Kitt |
| Te Toiroa Tahuriorangi (Nueva Zelanda) y Juan Pablo Zeiss (Argentina) hicieron su debut internacional. | |            | | | |

| 8 de septiembre, 20:05 AWST (UTC+10)                                                                 | Australia | 23 – 18 BD | Sudáfrica                                                                                        | Estadio Suncorp, Brisbane | |
| | Tries: Hooper 1' Toomua 32' Conversiones: (2/2) Toomua 2', 33' Penales: (1/1) Hodge 40' (2/3) Toomua 54', 68' | Reporte    | Tries: 13' Mbonambi 27' Mapimpi Conversiones: 15' Jantjies (1/2) Penales: 6', 38' Jantjies (2/2) | Asistencia: 27 849 espectadores Árbitro(s): Glen Jackson Jueces de touch: John Lacey Paul Williams Television Match Official: Glenn Newman | Asistencia: 27 849 espectadores Árbitro(s): Glen Jackson Jueces de touch: John Lacey Paul Williams Television Match Official: Glenn Newman |
| Cheslin Kolbe (Sudáfrica) hizo su debut internacional. Australia retiene la Mandela Challenge Plate. | |            |                                                                                                  | | |

### Cuarta fecha
| 15 de septiembre, 19:35 NZST (UTC+12) | Nueva Zelanda | BD 34 – 36 | Sudáfrica | Estadio Westpac, Wellington | |
| | Tries: J. Barrett 5' A. Smith 16' Ioane 38', 52' Taylor 61' A. Savea 74' Conversiones: (2/6) B. Barrett 17', 53' | Reporte    | Tries: · 20', 57' Dyantyi · 25' le Roux · 32' Marx · 42' Kolbe · Conversiones: · 21', 26', 33', 43' Pollard (4/5) · Penal: · 40+2' Pollard (1/1) · Tarjeta: · 66' hasta 76' le Roux | Asistencia: 34 182 espectadores Árbitro(s): Nigel Owens Jueces de touch: Pascal Gaüzère Nic Berry Television Match Official: Rowan Kitt | Asistencia: 34 182 espectadores Árbitro(s): Nigel Owens Jueces de touch: Pascal Gaüzère Nic Berry Television Match Official: Rowan Kitt |
| Sudáfrica anotó su mayor cantidad de puntos contra Nueva Zelanda como visitante, superando su récord anterior en la derrota por 35-55 el 9 de agosto de 1997. Sudáfrica, además, registró su primera victoria contra Nueva Zelanda como visitante de la década. La última vez había sido el 12 de septiembre de 2009 en una victoria 32-29. Eben Etzebeth bate el récord de Tendai Mtawarira en apariciones consecutivas en el el Rugby Championship con 36 partidos consecutivos para Sudáfrica. | |            | | | |

| 15 de septiembre, 20:05 AEST (UTC+10) | Australia | BD 19 – 23 | Argentina | Estadio Robina, Gold Coast | |
| | Tries: Genia 10' Folau 18' Haylett-Petty 54' Conversiones: (2/2) Toomua 11', 19' (0/1) Foley Penal: (0/1) Hodge | Reporte    | Tries: 14' Sánchez 35' Delguy Conversiones: 15', 36' Sánchez (2/2) Penales: 4', 76' Boffelli (2/2) 47' Sánchez (1/2) | Asistencia: 16 019 espectadores Árbitro(s): John Lacey Jueces de touch: Glen Jackson Paul Williams Television Match Official: Glenn Newman | Asistencia: 16 019 espectadores Árbitro(s): John Lacey Jueces de touch: Glen Jackson Paul Williams Television Match Official: Glenn Newman |
| Argentina consiguió su segunda victoria contra Australia de visita. La anterior fue 18-3 en 1983. Con esta derrota (y la victoria de Sudáfrica), Australia cae al séptimo lugar en la clasificación de la World Rugby. | |            | | | |

### Quinta fecha
| 29 de septiembre, 17:05 SAST (UTC+2) | Sudáfrica | 23 – 12 | Australia                                                                                   | Estadio Nelson Mandela Bay, Port Elizabeth | |
|                                      | Tries: · Dyantyi 1' · De Klerk 20' · Conversiones: · (2/2) Pollard 1', 21' · Penales: · (3/3) Pollard 33', 40', 45' · Tarjeta: · Dyantyi 65' hasta 75' | Reporte | Tries: 25' Hodge 28' Genia Conversiones: 29' Toomua (1/2) Penales: Toomua (0/1) Hodge (0/1) | Asistencia: 41 332 espectadores Árbitro(s): Jérôme Garcès Jueces de touch: Wayne Barnes Matthew Carley Television Match Official: Graham Hughes | Asistencia: 41 332 espectadores Árbitro(s): Jérôme Garcès Jueces de touch: Wayne Barnes Matthew Carley Television Match Official: Graham Hughes |

| 29 de septiembre, 19:40 HOA (UTC−3) | Argentina                                                                                      | 17 – 35 BO | Nueva Zelanda | Estadio José Amalfitani, Buenos Aires | |
|                                     | Tries: Cubelli 58' Boffelli 67' Conversiones: (2/2) Sánchez 58', 68' Penales: (1/2) Sánchez 6' | Reporte    | Tries: · 7', 29' Ioane · 17' Naholo · 54' Tuipulotu · 72' Lienert-Brown · Conversiones: · 9', 18', 31', 56' B. Barrett (4/4) · 73' Mo'unga (1/1) · Tarjeta: · 37' hasta 47' Williams | Asistencia: 50 000 espectadores Árbitro(s): Mathieu Raynal Jueces de touch: Jaco Peyper Marius van der Westhuizen Television Match Official: David Grashoff | Asistencia: 50 000 espectadores Árbitro(s): Mathieu Raynal Jueces de touch: Jaco Peyper Marius van der Westhuizen Television Match Official: David Grashoff |

### Sexta fecha
| 6 de octubre, 17:05 SAST (UTC+2) | Sudáfrica | BD 30 – 32 | Nueva Zelanda | Estadio Loftus Versfeld, Pretoria                                     |                                                                       |
|                                  |           | Reporte    |               | Árbitro(s): Angus Gardner Jueces de touch: Television Match Official: | Árbitro(s): Angus Gardner Jueces de touch: Television Match Official: |

| 6 de octubre, 19:40 (HOA) | Argentina | 34 – 45 | Australia | Estadio Padre Ernesto Martearena, Salta | |
|                           | Tries Matera 2' Boffelli 4' Orlando 27' González Iglesias 31' Conversiones Sánchez (3) 3', 5', 28' González Iglesias 32' Penales González Iglesias (2) 38', 61' | Reporte | Tries 14' Hooper 44' Rodda 48' Folau 51', 66' Haylett-Petty 64' Pocock Conversiones 15', 45', 49', 53', 65', 67' (6) Foley Penal 75' Foley | Asistencia: 20 512 espectadores Árbitro(s): Jaco Peyper Jueces de touch: Mathieu Raynal Marius van der Westhuizen Television Match Official: David Grashoff | Asistencia: 20 512 espectadores Árbitro(s): Jaco Peyper Jueces de touch: Mathieu Raynal Marius van der Westhuizen Television Match Official: David Grashoff |

## Máximos anotadores
| Puntos convertidos | Puntos convertidos |
| Jugador            | Puntos             |
| ------------------ | ------------------ |
| Nicolás Sánchez    | 67                 |
| Beauden Barrett    | 61                 |
| Handré Pollard     | 47                 |
| Rieko Ioane        | 25                 |
| Aphiwe Dyantyi     | 25                 |

| Tries convertidos | Tries convertidos |
| Jugador           | Tries             |
| ----------------- | ----------------- |
| Beauden Barrett   | 5                 |
| Aphiwe Dyantyi    | 5                 |
| Rieko Ioane       | 5                 |
| Nicolás Sánchez   | 4                 |
| Emiliano Boffelli | 3                 |